# Α-PVP
Α-Пирролидинопентиофено́н (а́льфа-пирролидинопентиофено́н или а́льфа-пирролидиновалерофено́н, сокращённо α-PVP, альфа-ПВП, от англ. α-pyrrolidinovalerophenone) — синтетический психостимулятор (вызывающий сильнейшую зависимость, наркоманию) класса катинонов, представляет собой дезметиловый аналог пировалерона и представитель нового класса α-пирролидинофенонов (в который также входят, к примеру, MDPV, MPPP, MDPPP, а также сам пировалерон). Стимуляция центральной нервной системы происходит благодаря увеличению выработки и высвобождения дофамина и норадреналина в головном мозге после приёма α-PVP.

## История
Α-Пирролидинопентиофенон был разработан немецкой фармацевтической компанией Boehringer Ingelheim в 1970-х годах как стимулятор центральной нервной системы. Однако нелегальное использование его как рекреационного психостимулятора началось в 2000-х годах в США, Европе (Норвегии, Дании, Финляндии, Исландии, Швеции) и Японии. На рубеже 2000/2010-х годов вещество часто продавалось под видом «солей для ванн». Согласно другому источнику, синтез α-PVP был впервые описан в патенте 1963 года швейцарцем А. Вандером, а его присутствие на европейских рынках отмечается с 2012 года.
В 2016 году в американских СМИ стала распространяться информация о том, что α-PVP превращает людей в «зомби». В штате Флорида США наблюдались случаи агрессивного поведения и каннибализма, причиной которого власти назвали употребление α-PVP, однако последующие тесты на наркотики не подтвердили эти заявления. Сообщения о том, что данный психостимулятор может превратить в «зомби», использовались властями в качестве антинаркотической пропаганды.

## Свойства
Α-Пирролидинопентиофенон в виде гидрохлорида высокой степени очистки представляет собой белый кристаллический порошок.

## Основные сведения
Α-Пирролидинопентиофенон — рекреационное психоактивное вещество, основным эффектом которого является психостимуляция. При приёме вещества человек испытывает такие эффекты, как улучшение самочувствия, повышение концентрации внимания, психомоторное возбуждение.
Интенсивное ощущение удовольствия продолжается 30—45 минут, достигая пика через 3—10 минут после приёма (в зависимости от способа употребления). Основные эффекты исчезают примерно через час, общий «желательный» опыт длится также не более 1 часа.

## Побочные эффекты
Побочные действия могут быть серьёзными и опасными для жизни, зафиксированы случаи летального исхода из-за инфаркта миокарда. Смерть наступает от передозировки психостимулятора. Некоторые исследователи обнаружили такие психопатологические эффекты у употребивших, как психотическое поведение, бред и галлюцинации, самоповреждение, спутанность сознания, ангедония, анорексия, тревожность, панические атаки. Другие негативные эффекты относятся к сердечно-сосудистой системе: учащенное сердцебиение, артериальная гипертензия, одышка, вазоконстрикция, аритмия, миокардит и инфаркт миокарда. Помимо этого, может повышаться температура тела до 40—41 °C, возникать рабдомиолиз и почечная недостаточность.
Неврологические признаки включают в себя головную боль, судороги, парестезии, тремор, дистонические движения, амнезия, отёк мозга, паркинсонизм и инсульт.

## Жаргонные названия
Психостимулятор имеет популярное название «flakka» (флакка), которое используется в некоторых европейских странах и США. Происходит от испанского flaco/-a — худой, поскольку употребление данного вещества приводит к быстрой потере веса. О распространённости названия «флакка» сообщил Европейский центр мониторинга наркотиков и наркомании, помимо этого ими были упомянуты «crystal love» (кристальная любовь), «gravel» (гравий), «Pure NRG» (чистая энергия), «vanilla sky» (ванильное небо) и «Snow Blow» (вдыхание снега; «снегом», спиды от англоязычного слова «Speed» что в переводе на русский означает «скорость», так как под действием вещества организм вырабатывает большое количество энергии, так же называют кокаин). Из США сообщили только о двух популярных сленговых названиях α-PVP: «flakka» (флакка) и «gravel» (гравий). Однако, помимо них, в докладах ВОЗ (Всемирной организации здравоохранения) и перечислено ещё несколько десятков жаргонных названий из их европейских стран.

## Стоимость на чёрном рынке
Согласно американским наркологическим экспертам, α-PVP заказывается у китайских компаний обычно по цене около 1500 $ за килограмм, а продаётся внутри США уже́ по цене 50000 $. Специальные службы по контролю за распространением наркотиков Российской Федерации неоднократно арестовывали лидеров наркокартелей, которые производят данное вещество.

## Взаимодействия
Сочетание α-PVP с антидепрессантами (селективными ингибиторами обратного захвата серотонина, ингибиторами моноаминоксидазы) и 5-HTP опасно, так как может вызвать серотониновый синдром.
Сочетание с метоксетамином (MXE) или декстрометорфаном (DXM) может вызвать увеличение частоты сердечных сокращений и артериального давления.
Сочетание с трамадолом увеличивает риск припадков.
Сочетание с NBOMe и другими психоделиками увеличивает продолжительность плато до 3-4 часов, расшатывает нервную систему, может вызвать испуг. NBOMe также вызывает сужение сосудов, что в синергии с α-PVP значительно увеличивает риск смертельного исхода.

## Механизм действия
Класс α-пирролидинофенонов стимулирует центральную нервную систему путём селективного ингибирования дофаминовых и норадреналиновых транспортёров, при этом воздействие на транспорт серотонина — незначительное.

## Синтез
Синтез α-PVP начинается с α-галогенирования прекурсора валерофенона (1-фенилпентан-1-она), используя бром. Образуется 2-бром-1-фенилпентан-1-он. Затем реакция его с пирролидином даёт на выходе α-PVP. Валерофенон может быть синтезирован из бензальдегида или бензола и других прекурсоров.
Существуют и альтернативные методы синтеза:
- реакция бромавалерофенона (2-бром-1-фенил-пентан-1-она) с алкоголятными реагентами с получением промежуточного продукта эпоксида. Затем эпоксид реагирует с пирролидином, получая α-PVP[10];
- Реакция Гриньяра между 2-(пирролидин-1-ил)пентанамидом и фенилмагний галогенидом[10];
- окисление прекурсора 1-фенил-2-(пирролидин-1-ил)пентан-1-ола[10].

## Метаболиты
При исследованиях метаболитов, на которые распадается в организме α-PVP, были выявлены два основных:
- 1-фенил-2-(пирролидин-1-ил)пентан-1-ол (или OH-α-PVP) и
- α-(2″-оксо-пирролидино)валерофенон (или 2″-оксо-α-PVP), происходящий предположительно через промежуточный α-(2″-гидроксипирролидино)валерофенон (или 2″-OH-α-PVP)[1].

1-фенил-2-(пирролидин-1-ил)пентан-1-ол (OH-α-PVP) является диастереомером.
Затем специалисты достоверно установили, что присутствует два метаболических пути и три вида метаболитов, включая диастереомеры.
Метаболиты были обнаружены в моче злоупотребляющих стимуляторами людей, при этом в лаборатории были использованы газовая хромато-масс-спектрометрия и валидные процедуры с жидкостной хроматографией в тандеме с масс-спектрометрией.
По словам проводивших исследование, их открытие — важное событие, которое послужит для определения причин смерти или отравлений в токсикологических и судебно-медицинских учреждениях.

## Правовой статус
Управление по борьбе с наркотиками США временно поместили 10 синтетических катинонов, включая α-PVP в Список I контролируемых веществ в 2014 году.